# Sadowe (obwód tarnopolski)

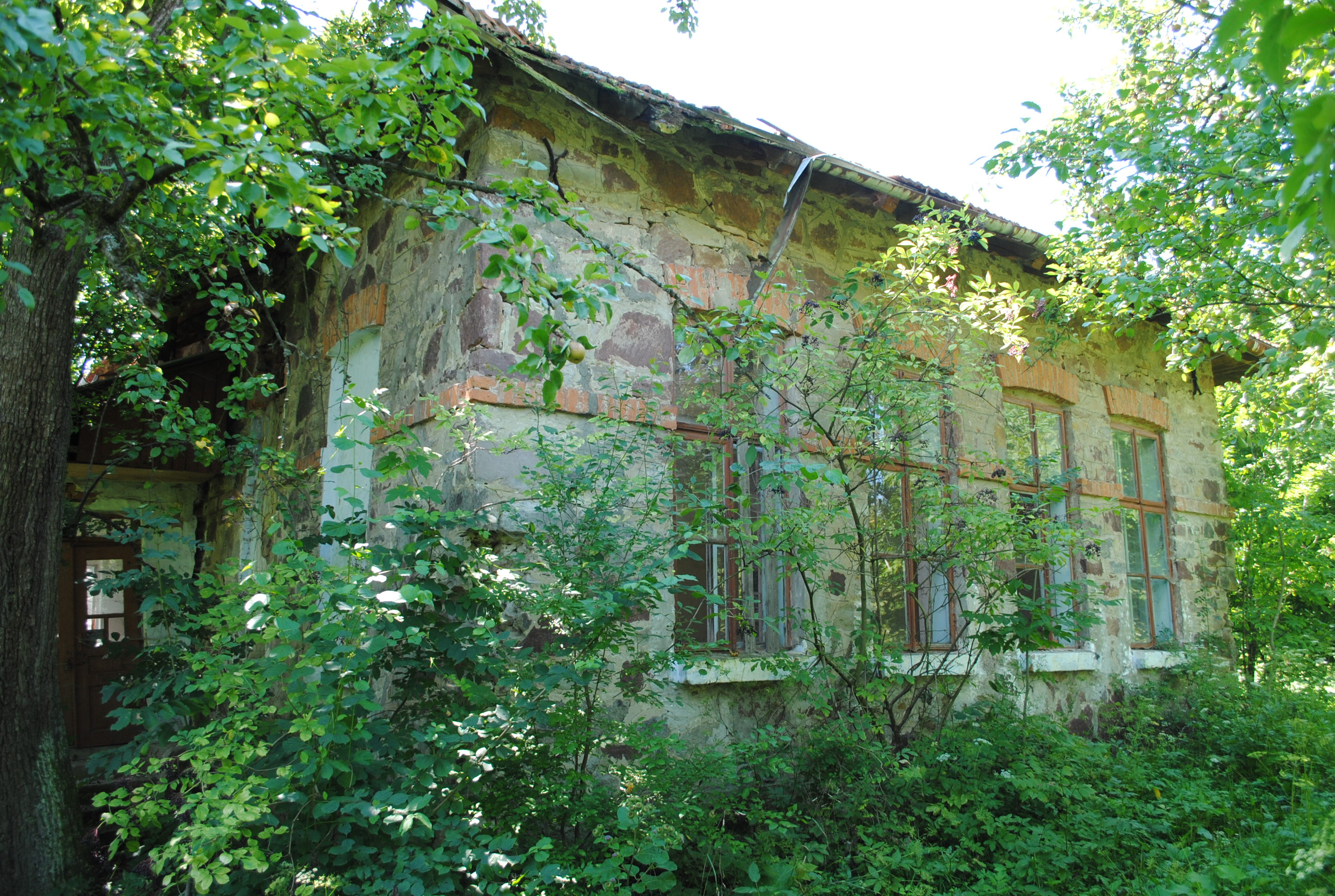
Szkoła w Sadowem

Sadowe (ukr. Садове; do 1946 roku Nowosiółka Koropiecka) – wieś na Ukrainie, w obwodzie tarnopolskim, w rejonie czortkowskim.

## Historia
Wiek XVIII
Wieś została założona około 1724 roku. Początkowo osiedlono tam rodziny: Borkowskich herbu Łabędź, Basamanowiczów, Lipińskich, Koryznów herbu Koryzna, Tokarskich herbu Sas, Baranieckich herbu Sas, Malitowskich herbu Sas, Działoszyńskich, Kosińskich herbu Rawicz, Telatyckich herbu Sas, Stańkowskich herbu Wadwicz, Janowiczów herbu Radwan, Serdyńskich, Jasińskich herbu Rawicz, Obuchowiczów, Zaleskich herbu Lubicz, Kamińskich, Krokoszyńskich, Piotrowskich herbu Junosza i Biernackich herbu Sas. Osiedlili się oni do 1745 roku dostając przy tym 15-20 mórg ziemi.
W tym czasie w Nowosiółce znajdowały się dwie karczmy, jedna służyła za szkołę, oraz kaplica.
Po I rozbiorze (1772 rok) wskutek którego Nowosiółka trafiła w granice cesarstwa Austriackiego. Mimo to akcja zasiedlania tej wioski przebiegała dalej, aż do końca XVIII wieku. Wśród kolejnych osadników znajdziemy: Świderskich, Słowikowskich, Tyszkowskich herbu Gozdawa, Boskich herbu Jasieńczyk, Bekierskich herbu Jastrzębiec, Grocholskich, Węgierskich herbu Belina, Adamowiczów, Felsztyńskich, Widzowskich, Milewskich herbu Jastrzębiec i Chaszczewskich herbu Sas.
Osiedlona szlachta musiała płacić coroczny czynsz (w metrykach byli nazywani „Nobilis censita”). Były przypadki kiedy dana rodzina nie płaciła czynszu. Byli wówczas wysiedlani, a w ich miejsce byli sprowadzani chłopi z Koropca, którzy dostawali po 3 morgi ziemi. Taki los spotkał; Węgierskich, Lipińskich, Telatyckich i Grocholskich.
W 1788 roku wójtem Nowosiółki był Piotr (Petro) Tokarski herbu Sas, który posiadał również ziemię w Buczaczu.
Wiek XIX
Koniec XVIII w. i początek XIX w. był dla szlachty z Nowosiółki bardzo ważnym okresem, bowiem musieli się oni odnaleźć w nowych realiach władzy austriackiej. Wtedy też w okresie 1782-1846 szlachta ta starała się uzyskać potwierdzenie swojego szlacheckiego rodowodu przed Sądem Grodzkim i Ziemskim w Haliczu, a także przed Wydziałem Stanów we Lwowie. Nie każda rodzina jednak uzyskała dokument potwierdzający szlachectwo.
Od początku XIX wieku rozpoczął się okres emigracji dzieci i wnuków pierwszych osadników z Nowosiółki. Do znanych przypadków należą rodziny: Koryznów (Erazm Koryzna, dziadek Aleksandra Kokurewicza-Koryzny), Tokarskich, Baranieckich (Józef, ojciec abp. Łukasza Baranieckiego i dziadek Adriana Baranieckiego), Stańkowskich.
W 1819 roku w Nowosiółce było 37 numerów domów, a każda rodzina posiadała średnio po 6-7 mórg ziemi. W tym czasie las bukowy, który od zachodu okalał Nowosiółkę, oraz duże pastwisko nazywane „tłoką” było własnością dworską (Potockich, potem Mysłowskich). Wójtem był wówczas Franciszek Malitowski ur. 1774.
Rodziny w tym czasie trudziły się uprawą roli i sadownictwem. W okalającym ich lesie zbierano grzyby, a w rzece Dniestr i Koropczyk łowiono ryby. Do Koropca droga prowadziła przez las bukowy i była długa na 8 km. Poza uprawą roli niektórzy mieszkańcy posiadali wykształcenie w rzemiośle: Maciej Węgierski (kuśnierz), Kajetan Felsztyński (tkacz), Karol Daszkiewicz (kuśnierz), Franciszek Krokoszyński (szewc), Michał Chrzanowski (szewc). Na początku XIX w. nauczycielem był Jan Rudnicki, który uczył również w Puźnikach.
Od 1810 do Nowosiółki sprowadzały się kolejne rodziny, takie jak, Zdanowicze herbu Białynia. W tym czasie osiedlani w Nowosiółce, przy drodze na Gościniec byli Ukraińcy z rodzin: Hładkich, Sobkowów, Skrypników, Maćkowów, Majdańskich, Sierżantów i Poperecznych.
W 1831 roku we wsi wybuchła epidemia cholery
Wielu mieszkańców służyło w 58 Pułku Piechoty Galicyjskiej. Koszary tego pułku w XIX wieku były poza Galicją także na Węgrzech i we Włoszech. Pewne jest, że Nowosiółczanie walczyli w wojnie austriacko-francuskiej i austriacko-pruskiej. Pod Sadową (1866) lekko ranny został Stach Dancewicz (z sąsiedniej Ostrej lub Puźnik). W powstaniu styczniowym znanymi przedstawicielami Nowosiółki byli: Teofil Biernacki (został skazany na służbę w wojsku austriackim) i Walenty Tokarski, który został skazany na karę śmierci. Uratował go posłaniec z amnestią, który pojawił się w ostatniej chwili.
W latach 60–70 nastąpił chwilowy napływ rzemieślników z całej Galicji, byli żołnierze stacjonujący w Buczaczu. Mieszkali oni średnio w Nowosiółce 2–5 lat, po czym wracali w swoje rodzinne strony. W tym okresie w Nowosiółce było około 70 numerów.
W 1872 roku do Nowosiółki sprowadza się Ignacy Krzyżanowski. Jest on nauczycielem, który tworzy we wsi koło Towarzystwa Gimnastycznego „Sokół”.
W 1880 roku Nowosiółka opuściła powiat tłumacki i weszła w skład powiatu buczackiego. W tym okresie do wsi sprowadziły się rodziny: Azarkiewiczów herbu Morala, Krowickich herbu Nowina, Karpińskich herbu Korab, Wolańskich herbu Przyjaciel oraz Sługockich herbu Ślepowron.
W 1881 roku na wójta wsi został wybrany Jan Piotrowski. Był on emerytowanym kawalerzystą C.K armii. W czasie kiedy objął urząd wójta był bardzo majętną osobą, co dało mu wpływ na politykę lokalną w powiecie.
Początek XX wieku
Od początku XX wieku mieszkańcy Nowosiółki coraz rzadziej odwoływali się do swoich szlacheckich korzeni i w metrykach zaczęto nazywać ich chłopami (agricolae z łac.). W 1900 wójt Piotrowski postanowił zająć się edukacją młodzieży. Najpierw ściągnął paru nauczycieli: Cichocki, Hryniewiecka, Krzyżanowska i Szymczukowa. Jednak ci nauczyciele się nie sprawdzali. W 1906 roku została wybudowana murowana szkoła, do której sprowadziły się trzy zakonnice z zakonu Franciszkanek Rodziny Maryi. Najważniejszą rolę pełniła jednak siostra Apolonia Wandowicz, która była nazywana „Mateczką”. Uczyła ona w szkole od 1 września 1906 roku. Wraz z kolejnym wójtem, Janem Tyszkowskim interweniowała u hrabiego Stanisława Badeniego (Badeni kupili w 1893 roku Koropiec i okoliczne wioski od Mysłowskich). Interwencja przyniosła duży datek od hrabiny Jadwigi Badeni. Wówczas mieszkańcy zaczęli budować kościół. Budowa rozpoczęła się w 1908 roku a skończyła w 1911. Poświęcenia kościoła, które miało miejsce 7 maja dokonał ksiądz Dziuban z Barysza. Wówczas wszyscy mężczyźni z Nowosiółki przywitali hrabiego Badeni tworząc potężny orszak jeźdźców, na czele którego stał Józef Piotrowski. Niedługo potem do Nowosiółki przyjechał sam abp. Józef Bilczewski.
I Wojna Światowa
28 lipca wybucha wojna pomiędzy trójporozumieniem, a trójprzymierzem. Wówczas Nowosiółczanie znaleźli się po stronie trójprzymierza. W niedzielę 1-go sierpnia 1914 r. cała wioska wyszła na tłokę gminną by tam pożegnać swoich synów, ojców, mężów i bliskich na długie lata a może na zawsze. Pogodny dzień, ale słońce w tym dniu świeciło jakoś inaczej. Nowosiółczanie trafiali głównie do: 58 Pułku Piechoty, 95 Pułku Piechoty, 77 Pułk Piechoty, 8 Dywizji Kawalerii, 11 Brygady Artylerii Polowej, 20 Pułku Piechoty Obrony Krajowej, 36 Pułku Piechoty Obrony Krajowej. Wszystkie te oddziały wchodziły w skład 11 Armii Austro-Węgier. Walczyli oni w z Rosją, Włochami (w bitwie pod Isonzo), oraz w samej Serbii. W 1918 roku wielu Nowosiółczan wracało do domów przez Węgry, ale były też przypadki, kiedy z niewoli włoskiej dostawali się do formującego się na zachodzie I Korpusu Polskiego pod dowództwem generała Józefa Hallera.
Kilku rannych żołnierzy z Nowosiółki, walczący na frontach I wojny:
1. Józef Milewski, urodzony w 1892 roku, służył w 20 Pułku Landwehry, więziony w Pietropawłowsku
2. Stefan Zwojewski, urodzony w 1894 roku, służył w 77 Pułku Piechoty A-W, ranny
3. Józef Piotrowski, urodzony w 1872 roku, służył w 20 Pułku Landwehry, więziony w Niżnym Nowogrodzie
4. Iwan Hładki, urodzony w 1872 roku, służył w 20 Pułku Landwehry, więziony w Riazaniu
5. Józef Bazan, urodzony w 1896 roku, służył w 95 Pułku piechoty A-W, obsługiwał ciężkie karabiny maszynowe, ranny[6]

.
Okres Międzywojenny i II Wojna Światowa
W II Rzeczypospolitej miejscowość należała do gminy Koropiec w powiecie buczackim województwa tarnopolskiego. W 1921 r. we wsi mieszkało 541 osób, w tym 446 Polaków, 86 Ukraińców i 9 Żydów. W 1940 r. NKWD zesłało na Syberię 5 Polaków. W latach 1943–1945 nacjonaliści ukraińscy z OUN – UPA zamordowali tu łącznie 23 Polaków. W październiku 1945 r. ludność polska została ekspatriowana z Nowosiółki na Ziemie Zachodnie.

## Znane postacie
Wójtowie i sołtysi (od 1933):
- Józef Golian (1724)
- Piotr Tokarski herbu Sas (1788)
- Franciszek Malitowski herbu Sas (1819)
- Józef Rogalski herbu Ślepowron (1847)
- Łukasz Chaszczewski herbu Sas (?-1864)
- Mikołaj Tyszkowski herbu Gozdawa (1864-1881)
- Jan Piotrowski herbu Junosza (1881-1907)
- Jan Tyszkowski herbu Gozdawa (1907–1912)
- Józef Zaleski herbu Lubicz (1912–1918)
- Antoni Piotrowski herbu Junosza (1918–1921)[a]
- Franciszek Biernacki herbu Sas (1921–1933, 1939–1945)
- Jan Biernacki herbu Sas (1933–1939)

Pozostali:
- Apolonia Wandowicz (1883-1970) – zakonnica mieszkająca we wsi w l. 1906-45
- Piotr Hładkiewicz – autor pamiętników o Nowosiółce, leśniczy i sekretarz gminy
- Józef Piotrowski herbu Lubicz (1872-1938) – ułan
- Walenty Tokarski herbu Sas – powstaniec styczniowy
- Teofil Biernacki – powstaniec styczniowy
- Antoni Biernacki (1869-1911) – ekonom
- Feliks Biernacki (1903-1985) – jeden z szefów samoobrony
- Marian Biernacki – jeden z szefów samoobrony
- Feliks Biernacki (1899-1964) – zastępca Antoniego Piotrowskiego
- Aleksander Rogalski – sekretarz gminy, właściciel książek z Nowosiółki
- Władysław Niżyński – skarbnik gminy
- Jan Sługocki – członek „Strzelca”
- Michał Działoszyński – członek AK
- Franciszek Koryzma – przewodniczący koła Stowarzyszenia Młodzieży Katolickiej
- Marian Karpiński – pracownik starostwa buczackiego

## Spisy ludności
Spis mieszkańców (wg numerów domu) w metryce józefińskiej z 1788 r.

1. Jędrzej Pobereźnik (?-?)
2. Mateusz Borkowski (1748-1824)
3. Franciszek Basamanowicz
4. Antoni Lipiński
5. Jakub Koryzna
6. Karczma
7. Stefan Tokarski
8. Franciszek Baraniecki (1750-1818)
9. Mikołaj Malitowski (1739-1818)
10. Ignacy Koryzna (1752-1817)
11. wdowa Działoszyńska (najpewniej Magdalena, żona Antoniego)
12. Błażej Kosiński
13. Michał Stanisławski
14. Michał Działoszyński (1722-?)
15. Antoni Tokarski (1739-?)
16. Ignacy Biernacki (1744-1820)
17. Jan Telatycki
18. Antoni Wasylkowski
19. Józef Stańkowski (1746-?)
20. Jędrzej Janowicz (1730-1820)
21. Jan Serdyński
22. NN
23. Franciszek Suchorebski
24. Antoni Jasiński (1746-1824)
25. Benedykt Obuchowicz
26. Paweł Zaleski
27. Antoni Kamiński
28. Jędrzej Krokoszyński
29. Michał Iwański
30. Jan Biernacki (1744-1822)
31. Wojciech Nowakowski
32. Szymon Basamanowicz oraz Michał Piotrowski
33. Michał Stanisławski (1753-?)
Spis mieszkańców (wg numerów domu) w metryce franciszkańskiej z 1819 roku

1. Tomasz Basamanowicz
2. Mateusz Borkowski
3. Szymon Basamanowicz
4. Mikołaj Świderski
5. Jan Koryzna
6. Maciej Tokarski
7. Wojciech Słowikowski
8. Stanisław Baraniecki oraz bratowa Marianna
9. Franciszek Malitowski (wójt)
10. Jan Koryzna
11. Jan Borkowski
12. Antoni Piotrowski
13. Jan Piotrowski
14. Fabian Działoszyński
15. Stanisław Biernacki
16. Wojciech Kasperski
17. Jan Tyszkowski
18. Józef Boski
19. Wincenty Stańkowski
20. Jędrzej Janowicz
21. Agnieszka Zaleska (wdowa)
22. Piotr Zaleski
23. Stanisław Stańkowski
24. Mikołaj Bekierski
25. Marianna Obuchowicz (wdowa)
26. Agnieszka Grocholska (wdowa)
27. Maciej Biernacki
28. Leon Wilkowski
29. Jan Seredyński
30. Wincenty Lipiński
31. Jan Kosiński
32. Marcin Adamowicz
33. Mikołaj Biernacki
34. Jan Korboszyński
35. Kajetan Felsztyński
36. Jan Chaszczewski
37. Józef Biernacki
Nazwiska występujące w Nowosiółce w 1945 roku

1. Borkowski herbu Łabędź
2. Baraniecki herbu Sas
3. Bekierski herbu Jastrzębiec
4. Beilinger
5. Basamanowicz
6. Bazan
7. Burzyński
8. Bednarczuk
9. Bandziak
10. Biliszczuk
11. Ćwik
12. Chaszczewski herbu Sas
13. Czarny
14. Diwald
15. Działoszyński
16. Dancewicz herbu (Prawdzic?)
17. Dutka
18. Dumanowski
19. Felsztyński
20. Głód
21. Grocholski
22. Hładki/Hładkiewicz
23. Jasiński herbu Rawicz
24. Kuzyk
25. Kałyniak
26. Koryzna herbu Koryzna
27. Kostecki
28. Krokoszyński
29. Koliszczak
30. Kłonowski herbu Leszczyc
31. Karpiński herbu Korab
32. Łukasiewicz
33. Leszczyński
34. Maćków
35. Murhan
36. Majdański
37. Milewski herbu Jastrzębiec
38. Moczkodan
39. Mendel
40. Niżyński
41. Olszewski
42. Ożóg
43. Popereczny
44. Piotrowski herbu Junosza
45. Rogoziński
46. Rogalski herbu Ślepowron
47. Rutyna
48. Sobków
49. Skrypnik
50. Sługocki herbu Ślepowron
51. Szeptycki herbu Sas
52. Szafrański
53. Stanisławski herbu Rola
54. Tyszkowski herbu Gozdawa
55. Tokarski herbu Sas
56. Wolański herbu Przyjaciel
57. Wandowicz
58. Zołotarski
59. Zdanowicz herbu Białynia
60. Zaleski herbu Lubicz[c]

## „Osiedla”
W Nowosiółce wioska była umownie podzielona na części, oto one:
- Buczyny – nazwa wzięła się od lasu bukowego. Najbardziej zamieszkała część wsi, ze szkołą.
- Caryny – ta część wsi wzięła nazwę z czasów sławetnej imperatorowej carycy Katarzyny, która jak głosi legenda jadąc z Buczacza do Koropca, a stąd do Stanisławowa zrobiła tutaj popas. Ze wsi droga biegła przez Caryny do głównej drogi Buczacz – Koropiec – Niżniów – Stanisławów.
- Kiernica – jadąc w kierunku południowo-zachodnim schodziło się w dolinę, jakby duży jar, na którego dnie była studnia, z której niemal cała wieś czerpała wodę. Była to wspaniała, zimna, kryształowej czystości woda źródlana, zresztą źródeł w tej okolicy było więcej, ale to w Kiernicy było największe i cała wieś zaopatrywała się tu w wodę.
- Kizia (obecnie Łopuszna) – to najmniejsza część wsi (chutor), w której żyli Ukraińcy. Nie mając krów, chowali dla mleka kozy, pieszczotliwie kizie, stąd ta nazwa „Kizia”.
- Koszarki – Można tam znaleźć eksponaty starej broni, bowiem w XVII–XVIII było tam skoszarowane wojsko. Biegła tam najkrótsza droga przez las, do Koropca (4 km).
- Wesoła – idąc od Kościoła na wschód, najpierw schodziło się w dolinę, którą płynął potok. Nad nimi zamieszkiwała kolonia Ukraińców, nie dużo, kilka rodzin. Dalej nad wąwozem biegła droga do Puźnik.

## Właściciele Nowosiółki i okolicznych ziem
1. Jerzy Potocki herbu Pilawa – od około 1723 r. do 1747 r.
2. Eustachy Potocki herbu Pilawa – od 1747 r. do około 1750 r.
3. Franciszek Mysłowski herbu Rawicz – od około 1750 r. do około 1800 r.
4. Teofil Mysłowski herbu Rawicz – od około 1800 r. do około 1840 r.
5. Antoni Mysłowski herbu Rawicz – od około 1840 r. do 1872 r.
6. Alfred Mysłowski herbu Rawicz – od 1872 r. do 1893 r.
7. Stanisław Badeni herbu Bończa – od 1893 r. do 1912 r.
8. Stefan Badeni herbu Bończa – od 1912 r. do 1939 r.[10]

## Religia
W 1939 roku mieszkało tam: 340 katolików wyznania rzymskiego, 56 grekokatolików i 4 żydów. Obecnie wieś jest zamieszkana przez ludność greckokatolicką

## Sport
W okresie II RP w Nowosiółce istniała drużyna siatkarska, która wygrywała powiatowe zawody. W nagrodę za sukcesy w 1938 roku miejscowy „Strzelec” otrzymał od wojewody tarnopolskiego 40 karabinów.

## Zabytki i cmentarz
- Kościół pod wezwaniem Opieki św. Józefa (obecnie Cerkiew pod Wezwaniem Najświętszej Maryi Panny) – wybudowany w 1911 roku na starej XVIII wiecznej karczmie, a poświęcony 7 maja 1911 przez księdza Dziubana i abp. Józefa Bilczewskiego. Fundatorką była hrabina Jadwiga Badeni.
- Murowana szkoła – wybudowana w 1906 roku na miejscu starej XVIII wiecznej szkoły z gliny. Obecnie w ruinie.
- Dom Strzelecki (Ludowy) – wybudowany w XX wieku siedziba miejscowego „Strzelca”, miejsce urzędowania wójta (do 1933) i sołtysa (od 1933 do 1945). Miejsce corocznych spotkań opłatkowych mieszkańców. Obecnie po przebudowie siedziba Rady Sołeckiej[5]
- Pomnik Anieli Krzywoń[12] (1925-1943), urodzonej w Puźnikach, poległej pod Lenino Bohaterki ZSRR
- Polska dzwonnica z XIX/XX wieku
- Polskie nagrobki na cmentarzu: Wincenty Biernacki (1837-1912), Rudolf Hładkiewicz (1922-1929), Jan Biernacki (zm. 1927), Katarzyna Tyszkowska (1870-1936), Antoni Zaleski (zm. 1918), Jan Boski, Franciszek Leszczyński

Galeria zdjęć z 2018
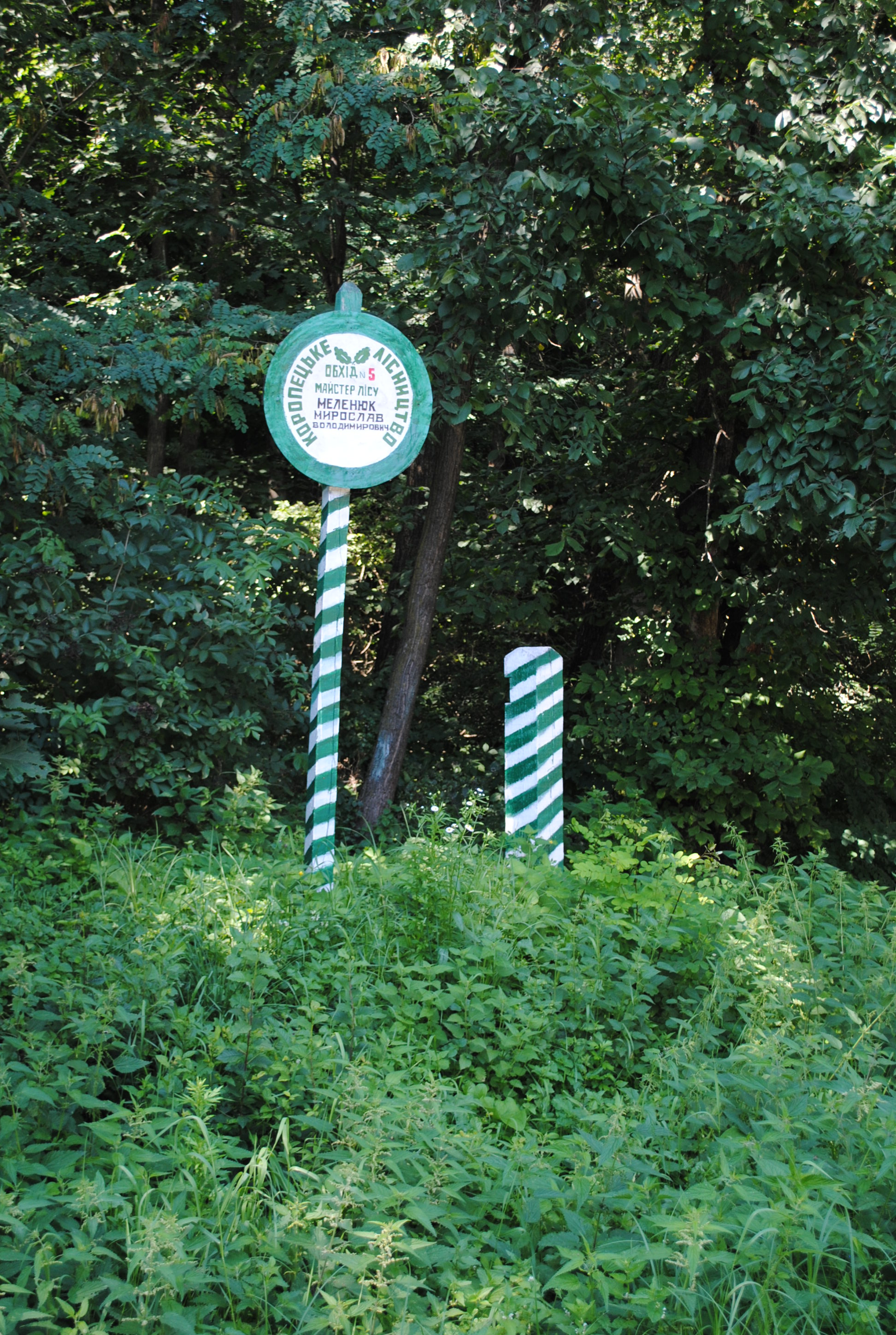
Las Koropiecki
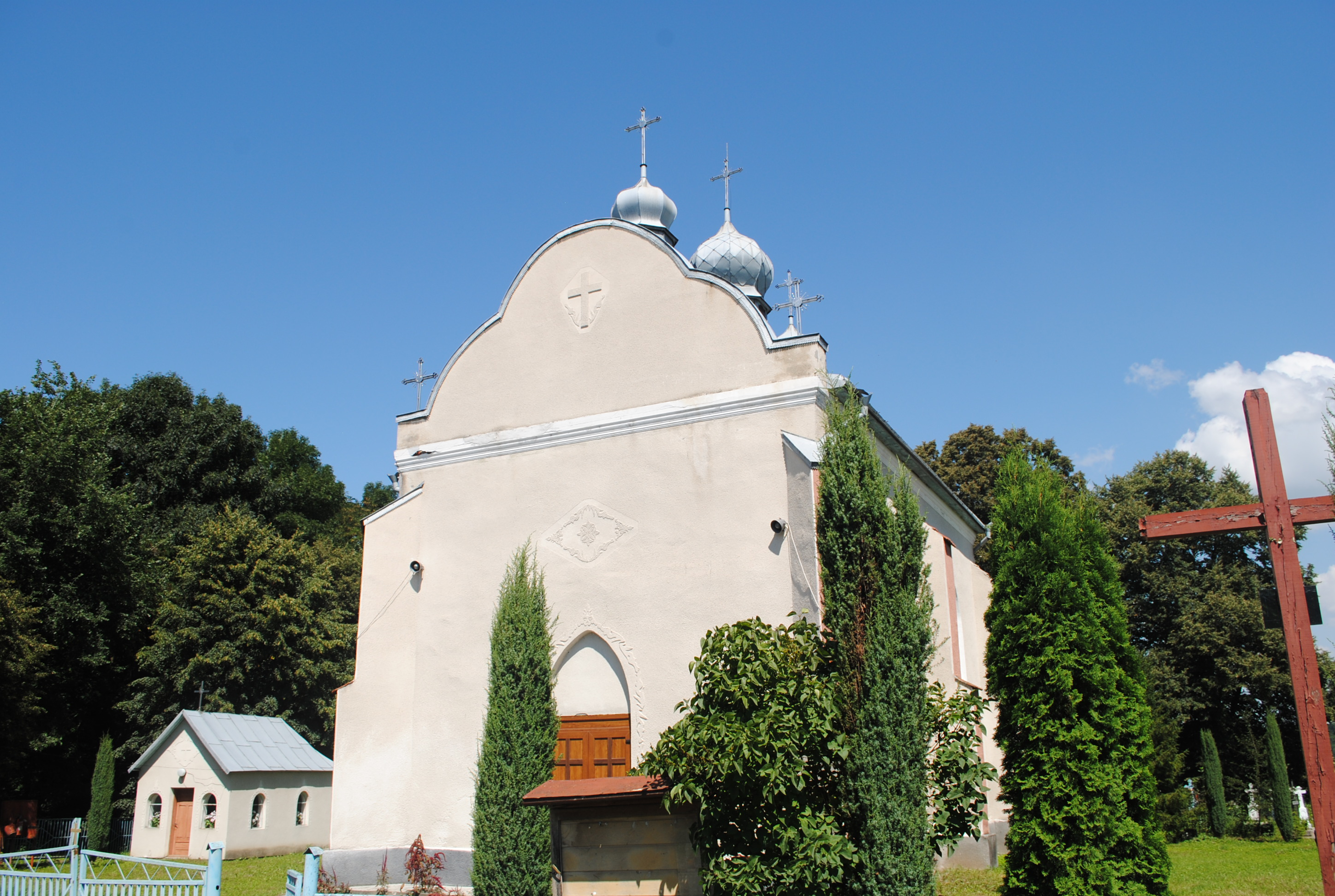
Kościół w Nowosiółce
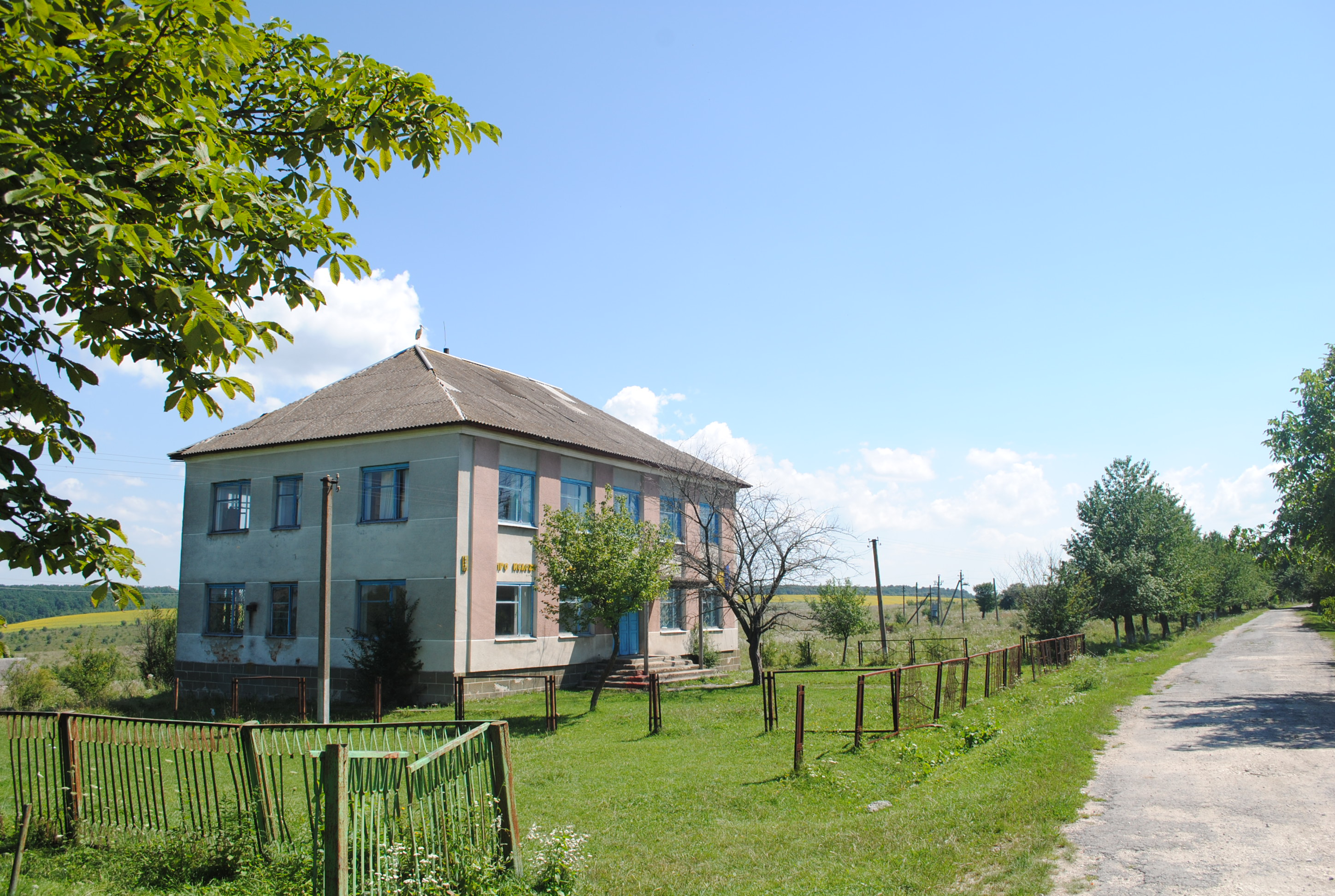
Dawny Dom Strzelecki, obecnie siedziba Rady Sołeckiej
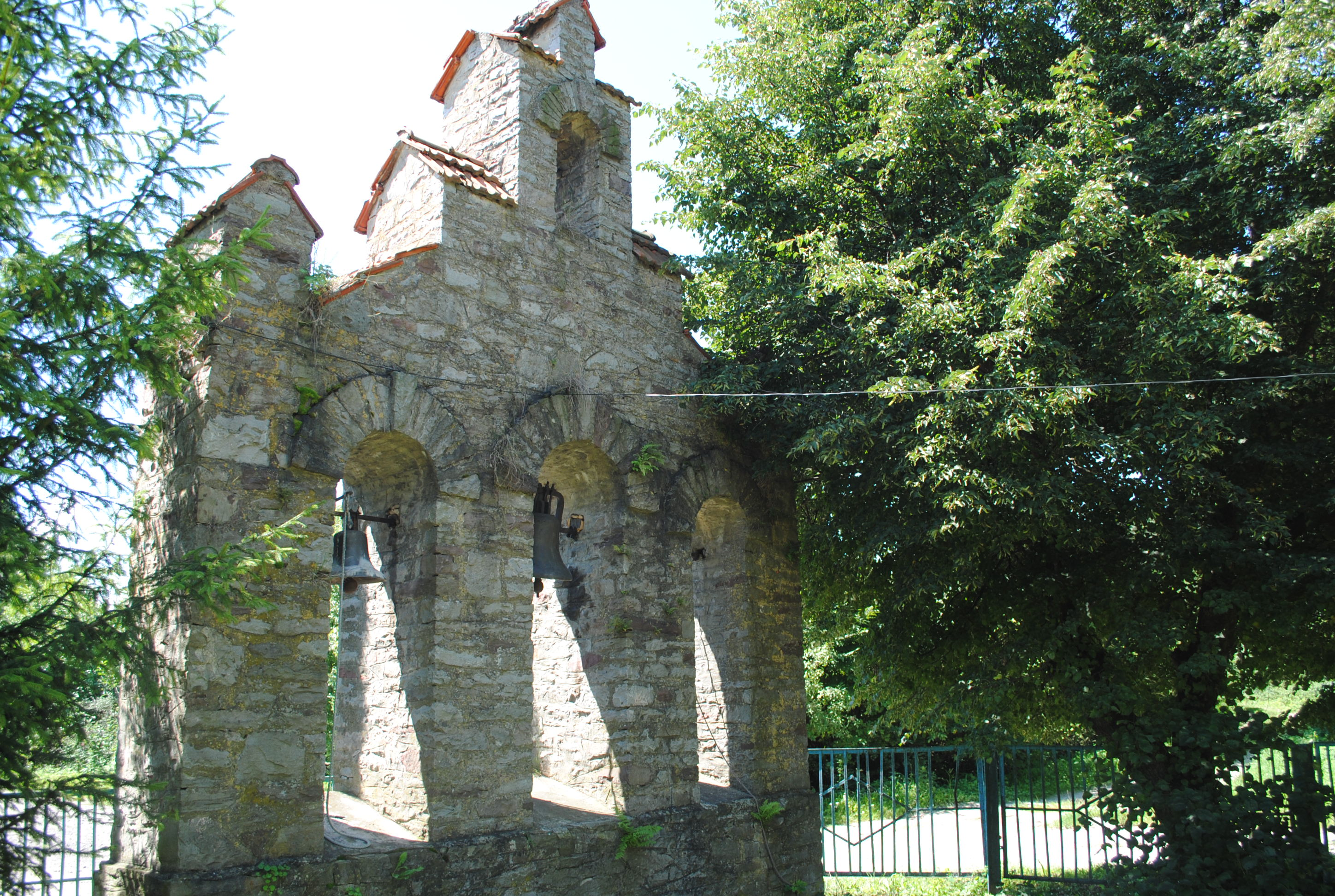
Dzwonnica
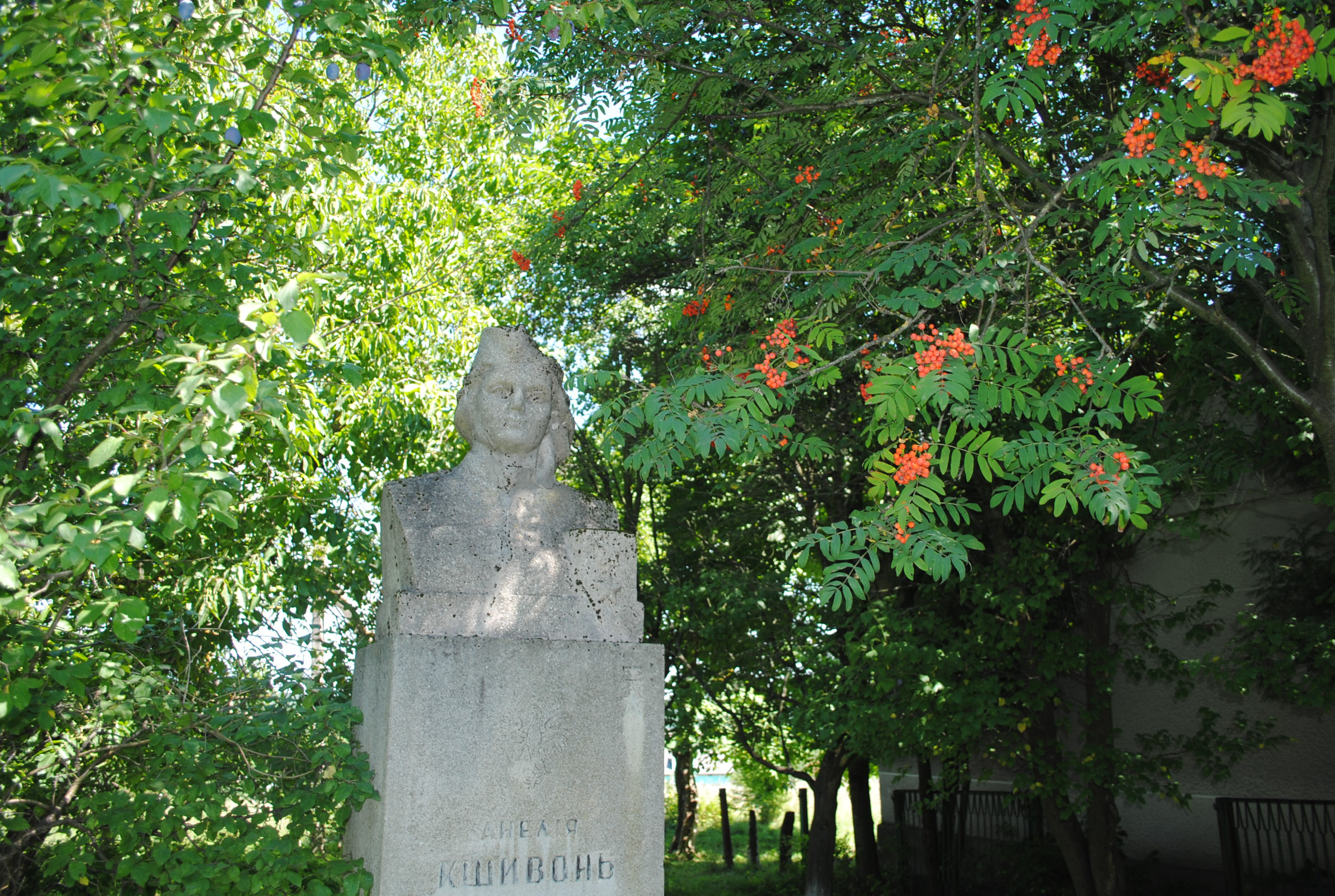
Pomnik Anieli Krzywoń
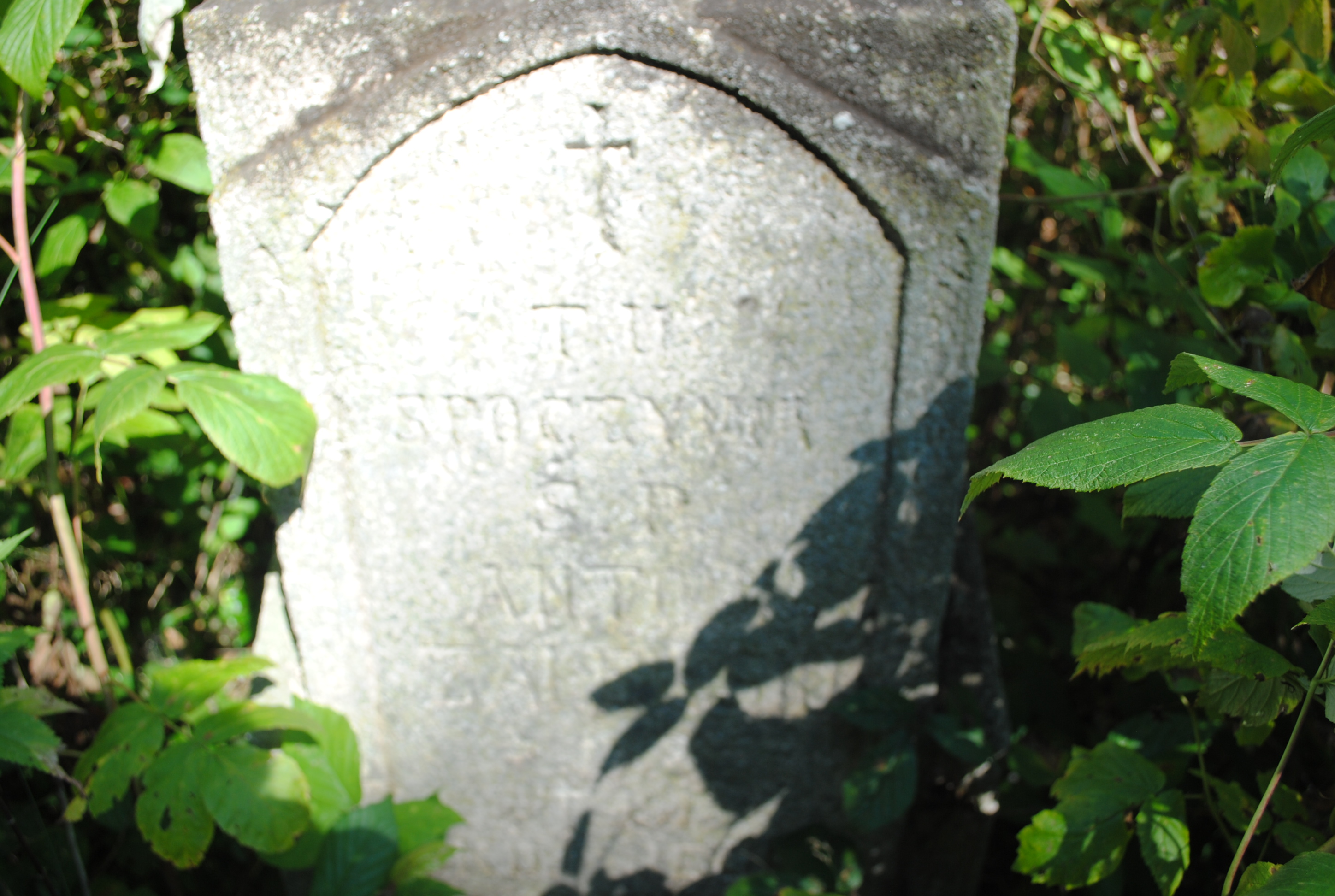
Nagrobek Antoniego Zaleskiego

## Flora i fauna
W Nowosiółce od lat hodowano tytoń, który służył do handlu. Na miejscu uprawiano również pszenice, ziemniaki, słoneczniki. Rośnie tam również wiele drzew owocowych, stąd nazwę przemianowano na „Sadowe”. Wśród drzew owocowych można wyróżnić: jabłonie, czereśnie, śliwy, grusze i dereń z którego wyrabia się tam obecnie dereniówkę. Wiele osób posiadało również ule (do dzisiaj miejscowi wyrabiają miód). Przez długi czas w Nowosiółce hodowano krowy, kury, świnie i kozy. Można tam też było spotkać jadowite żmije.
Nowosiółka sąsiaduje z lasem modrzewia europejskiego, który jest lokalnym pomnikiem przyrody. W lesie tym można znaleźć również okazy Jesionu Koropieckiego, który znajduje się tylko w tym rejonie.

## Klimat
W Nowosiółce i okolicach w dużym stopniu zaznacza się klimat kontynentalny. Wieś położona jest na granicy dwóch klimatycznych części obwodu tarnopolskiego – centralnej (przeciętne roczne opady atmosferycznewynoszą 600–650 mm) i południowej (przeciętna temperatura w styczniu wynosi −4,5–5 °C, w lipcu +19 °C).

## Pobliskie miejscowości
- Koropiec
- Werbka
- Puźniki (nie istnieją)
- Zalesie
- Zubrzec
- Porchowa
- Switłe (dawna Wadowa, przysiółek Nowosiółki, gdzie mieszkał leśniczy i kilka rodzin ukraińskich)
- Barysz
- Buczacz[14]